# A mi Kinizsink
A mi Kinizsink egy humoros ifjúsági  regény, melyet Nógrádi Gábor írt 1990-ben. 2002-ben a regényből – azóta se mutatott – tévéfilm készült Fekete László főszereplésével.

## Történet
|  | Alább a cselekmény részletei következnek! |

A kis kelet-magyarországi kisváros, Zeréndvár polgármestere, Garai Nándor sunyi és hatalmaskodó. Ki akarja vágatni a szép fasort, le akarja rombolni a parkot, hogy irodaház épüljön a helyére. Mindenki retteg tőle és senki sem mer szembeszállni vele.
Amikor a város lakóinak kisállataira fájdul meg a foga, akkor négy gyermek elhatározza, hogy történelmi újjáélesztési kísérletbe kezd. Ezután váratlanul megjelenik egy férfi, aki nagyon erős, régiesen beszél és furcsa szokásai vannak. Ő a középkorból feltámasztott Kinizsi Pál, aki szembeszáll Garaival. Teleszórja a kertjét döglött halakkal, melyet a Sára-tóból hozott ki, melyben a halak már megdöglöttek a bőrgyár szennyvize miatt.
|  | Itt a vége a cselekmény részletezésének! |

## Szereplők
| - Mátyás Domokos (Domi) - Mátyás Attila - Braun Gézuka - Holló Dénes - Bea (Bí) - Kinizsi Pál - Patrícia Delaware (Pat), Hollóék vizslája - Garai Nándor, a nagy hatalmú polgármester - Sipeki Béla (Sipi tanár úr) történelem-magyar szakos pedagógus - Holló Gáspárné - Kapa Lajos, állatbegyűjtő - Liba Tódor, állatbegyűjtő - Garai Mihály (Micu), a polgármester fia - Ripők Jenő, állatkereskedő - Zuboly bácsi, kisállat-kereskedő - Tobrák bácsi asztalos és az unokája - Kucsera Zoli állomásfőnök és a felesége | - Szivornyák Vilma néni - Dr. Pankotay Árpád, ügyvéd - Zsibora László bácsi, a bőrgyár éjjeliőre - Jenő, a jegyző - Mátyás László - Márti mama (Bí nagynénje) - Rózsika, a titkárnők gyöngye - Júlia asszony, Garai Nándor felesége - Tomika és Pannika (Hollóné ikrei) - Bér Béla, az iskolaigazgató - Manó tanár úr - Borda Gáspár, rendőr főtörzsőrmester - Béni bá, a kocsmáros - Jani bá, az iskola gondnoka - Koprai Árpád bácsi, a parkőr és okleveles nyúltenyésztő - nyolcadikosok - Porosz József, az MTV riportere |